# Joachim Markowicz

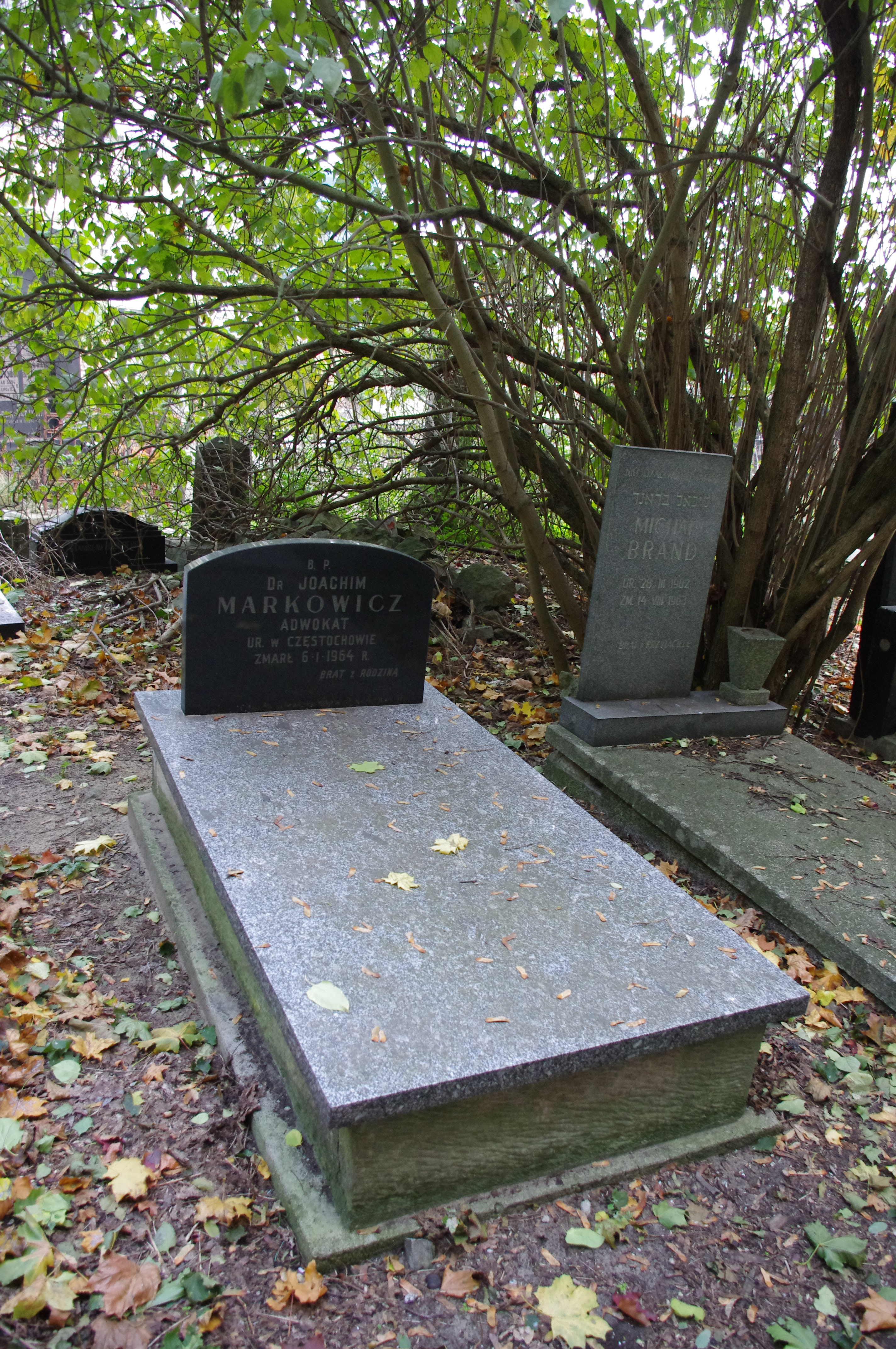
Grób Joachima Markowicza na cmentarzu żydowskim przy ulicy Okopowej w Warszawie

Joachim Chaim Markowicz (ur. 25 lutego 1898 w Częstochowie, zm. 1 czerwca 1964 w Warszawie) – polski prawnik, prokurator pochodzenia żydowskiego.

## Życiorys
Syn Eliasza i Sury Salomei Frymety z d. Weksler. Uczęszczał do rosyjskiego gimnazjum męskiego, a następnie do Królewsko-Polskiego Gimnazjum im. Henryka Sienkiewicza w Częstochowie, które ukończył w 1918 roku. W tym samym roku podjął studia na Wydziale Prawa Uniwersytetu Jagiellońskiego, a w 1923 roku także na Wydziale Filozoficznym UJ. W 1922 roku był współzałożycielem, a następnie prezesem oddziału częstochowskiego Auxilium Academicum Judaicum. Ukończył studia uzyskując stopień doktora prawa. 
8 lipca 1931 roku złożył ślubowanie przed radą adwokacką w Warszawie. Prowadził własną praktykę prawniczą w Częstochowie, przy ulicy Wilsona 2, specjalizując się w sprawach politycznych. Sympatyzował z Bundem. W 1939 roku z listy Zjednoczonego Żydowskiego Komitetu Wyborczego został wybrany radnym Rady Miejskiej w Częstochowie, był także członkiem rady gminy żydowskiej. W 1925 roku był założycielem Towarzystwa Muzyczno–Literackiego „Lira”.
Od kwietnia 1945 roku pracował jako wiceprokurator Sądu Okręgowego w Łodzi, a następnie jako zastępca prokuratora okręgowego. Niedługo później został prokuratorem Sądu Najwyższego. Od około 1951 roku pracował jako prokurator w Prokuraturze Generalnej. W 1956 roku brał udział w tzw. „procesie dziesięciu” uczestników Poznańskiego Czerwca. W 1957 roku zrezygnował z pracy w prokuraturze, pozostał jednak aktywny jako prawnik.
Zmarł 1 czerwca 1964 roku, został pochowany na cmentarzu żydowskim w Warszawie. 

## Odznaczenia
W 1952 roku został odznaczony Złotym Krzyżem Zasługi.